# Kluane Museum of Natural History
Das Kluane Museum of Natural History ist ein in Burwash Landing im kanadischen Yukon ansässiges Museum. Sein Schwerpunkt liegt auf der Naturgeschichte des Territoriums mit den Sammelgebieten First Nations und Naturgeschichte

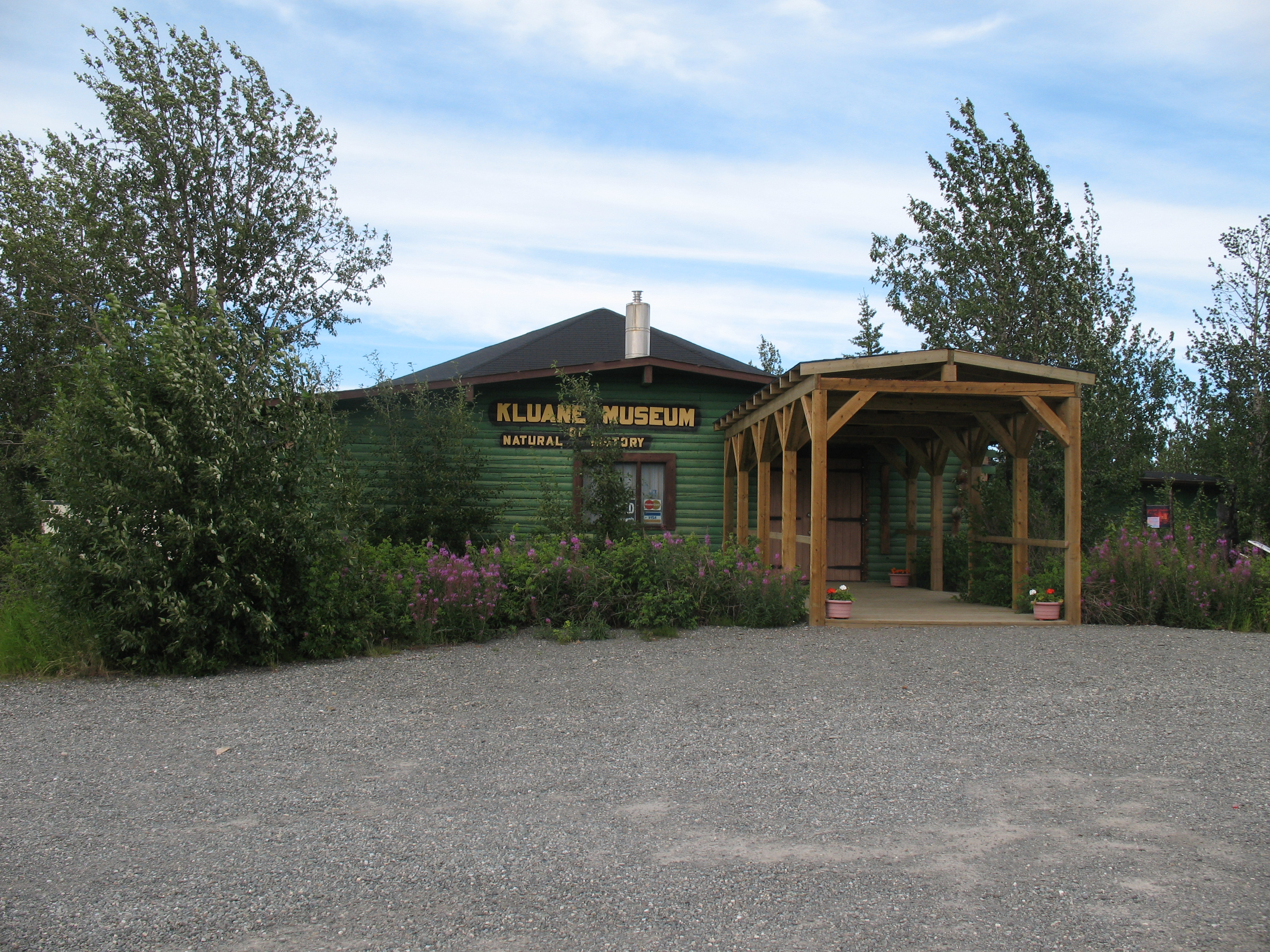
Das Kluane Museum of Natural History in Burwash Landing

Im Museum werden in rund 70 Dioramen Tiere und Pflanzen der Region ausgestellt, dazu Geräte, Waffen und Kleidung der südlichen Tutchone, zu denen die lokale Kluane First Nation gehört, die das Gebiet am rund 70 km langen Kluane Lake bewohnt. Im Eingangsbereich werden kunsthandwerkliche Produkte angeboten. Dort kann auch die größte Goldpfanne des Yukon besichtigt werden. Eine der Wandbemalungen stammt von Pater Fred O’Brian, einem katholischen Missionar. Zudem erfolgen regelmäßig Filmvorführungen zu Yukon und Alaska.

## Geschichte
Ausgangspunkt für die Planung des Gebäudes war das Yukon College in Whitehorse. Konrad Domes und seine Schüler planten eine Kirche, und die örtliche Kluane First Nation errichtete das Gebäude 1974. Doch war das Gebäude zu groß für die kleine katholische Gemeinde.
Pater Huijbers fragte die örtliche Museumsgesellschaft, ob sie das Gebäude für ihr geplantes Museum übernehmen wollte. Die Gesellschaft besaß nur Ausstellungsräumlichkeiten in der Burlbilly Cabin, die Arnold Allinger 1958 errichtet hatte. Jedoch war die Blockhütte sehr klein. Jack Gwartney, eigentlich für die Kompressorstation für die Pipeline entlang des Alaska Highway an Mile 1128 engagiert, vor allem aber seine Frau Jean, waren die treibende Kraft für die Kluane Museum and Historical Society. 1966 eröffnete sie ihre erste Ausstellung im Burlbilly-Blockhaus.
Die Museumsgesellschaft erklärte sich mit der Übernahme der Kirche einverstanden und transferierte ihre Ausstellungsstücke in das nun umgewidmete Bauwerk. Die Burlbilly Cabin brannte neben vier weiteren Gebäuden 1999 bei einem Waldbrand nieder.
Das Haus ist von Mitte Mai bis Mitte September geöffnet.